# Australië op het Eurovisiesongfestival 2022

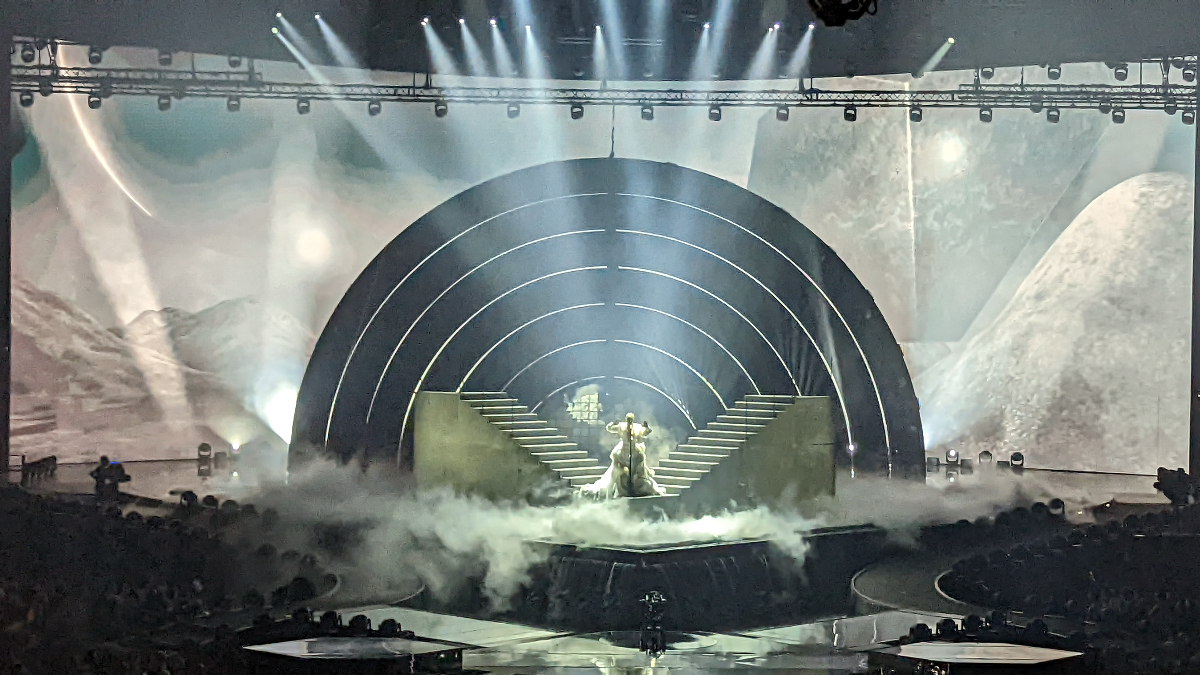
Sheldon Riley tijdens de act in Turijn.

Australië nam deel aan het Eurovisiesongfestival 2022 in Turijn, Italië. Het was de zevende deelname van het land aan het Eurovisiesongfestival. SBS was verantwoordelijk voor de Australische bijdrage voor de editie van 2021.

## Selectieprocedure
Op 26 augustus 2021 maakte SBS bekend te zullen deelnemen aan de komende editie van het Eurovisiesongfestival. Nadat in 2021 gebruik werd gemaakt van een interne selectie, greep de omroep nu terug naar een nationale finale om de Australische act voor het Eurovisiesongfestival te selecteren, genaamd Eurovision – Australia Decides. Geïnteresseerden kregen tot 26 september 2021 de tijd om zich kandidaat te stellen. Minstens de helft van de artiesten en componisten van een nummer moesten over de Australische nationaliteit beschikken. Nummers moesten in het Engels of een van de Australische talen vertolkt worden. Uit deze open inschrijving werden tien acts geselecteerd. Daarbovenop werd er een wildcard uitgereikt aan een artiest via een wedstrijd op TikTok, waarin gebruikers werd opgeroepen om een video in te sturen van een willekeurig nummer.
Eurovision – Australia Decides 2022 vond plaats in het Gold Coast Convention and Exhibition Centre in Gold Coast en werd gepresenteerd door Myf Warhurst en Joel Creasey. Een vakjury en de kijkers thuis stonden elk in voor de helft van de punten. De keuze viel uiteindelijk op Sheldon Riley.

## In Turijn
Australië trad aan in de tweede halve finale, op donderdag 12 mei 2022. Sheldon Riley was als achtste van achttien acts aan de beurt, net na Achille Lauro uit San Marino en gevolgd door Andromache uit Cyprus. Australië eindigde als tweede en plaatste zich zo voor de finale.
In de finale was Sheldon Riley als 21ste van 25 acts aan de beurt, net na Cornelia Jakobs uit Zweden en gevolgd door Sam Ryder uit het Verenigd Koninkrijk. Australië eindigde uiteindelijk als vijftiende.
2015 · 2016 · 2017 · 2018 · 2019 · 2020 · 2021 · 2022 · 2023 · 2024 · 2025
Albanië · Armenië · Australië · Azerbeidzjan · België · Bulgarije · Cyprus · Denemarken · Duitsland · Estland · Finland · Frankrijk · Georgië · Griekenland · Ierland · IJsland · Israël · Italië · Kroatië · Letland · Litouwen · Malta · Moldavië · Montenegro · Nederland · Noord-Macedonië · Noorwegen · Oekraïne · Oostenrijk · Polen · Portugal · Roemenië · San Marino · Servië · Slovenië · Spanje · Tsjechië · Verenigd Koninkrijk · Zweden · Zwitserland